# آرنه سكوغ
آرنه سكوغ هو صحفي سويدي، ولد في 1913، وتوفي في 1999.